# Kostomłoty (gmina w województwie lubelskim)
Kostomłoty – dawna gmina wiejska istniejąca w latach 1867–1943 we wschodniej Polsce. Siedzibą gminy były Kostomłoty.
Gmina zbiorowa Kostomłoty  powstała z początkiem 1867. Gmina weszła w skład w powiatu bialskiego w guberni siedleckiej (w latach de jure 1912–1915 jako część guberni chełmskiej). Gmina składała się z 14 wsi: Bór, Dobratycze, Elżbiecin, Kąty, Kopytów, Kożanówka, Kołpcinek, Kostomłoty, Lebiedziów, Ogrodniki, Okczyn, Murawice, Zagadzie i Żuki Była to najdalej na wschód wysunięta gmina guberni siedleckiej.
W okresie międzywojennym gmina wchodziła w skład w powiatu bialskiego w woj. lubelskim.
Podczas okupacji hitlerowskiej włączona do Generalnego Gubernatorstwa (dystrykt lubelski, Landkreis Biala-Podlaska), gdzie 1 września 1943 została zniesiona i włączona do gminy Kodeń. Po wojnie już nie odtworzona.